# Duo jag
För TV-serien med samma namn, se Duo jag (TV-serie).
Duo jag var en svensk sångduo verksam 1934–1944.
Duo jag (alternativ namnform Duo-Ja) bestod av Carla Wiberg och Elsa Hagberg. Hagberg tycks för en tid ha ersatts av Gurli Holm. De uppträdde mestadels som joddlarflickor och sjöng tillsammans in cirka 100 skivor. I samband med att Elsa Hagberg råkade ut för en olycka under en turné upplöstes duon.

## Diskografi i urval
- Alpjägarens längtan - Arenaorkestern
- Den glade jägaren - Peva Derwins orkester
- Dans i Alphyddan - Arne Hülphers fenixorkester
- Den joddlande sjömannen - Einar Groths orkester
- En riktig tyrolarevals - John Wilhelm Hagberg,  Arena orkestern.
- Holliday i Tyrolen - Nils Kyndels orkester